# Palazzo Dogana (Foggia)
Il Palazzo Dogana, risalente al XV secolo, e ubicato in Piazza XX Settembre, è uno dei più antichi palazzi di Foggia, ed ospitò la Regia Dogana della Mena delle Pecore di Foggia fino all'inizio del XIX secolo. Il palazzo è la sede della Provincia di Foggia. Di tanto in tanto, alcune sale del pianterreno sono utilizzate per mostre ed esposizioni di varia natura.

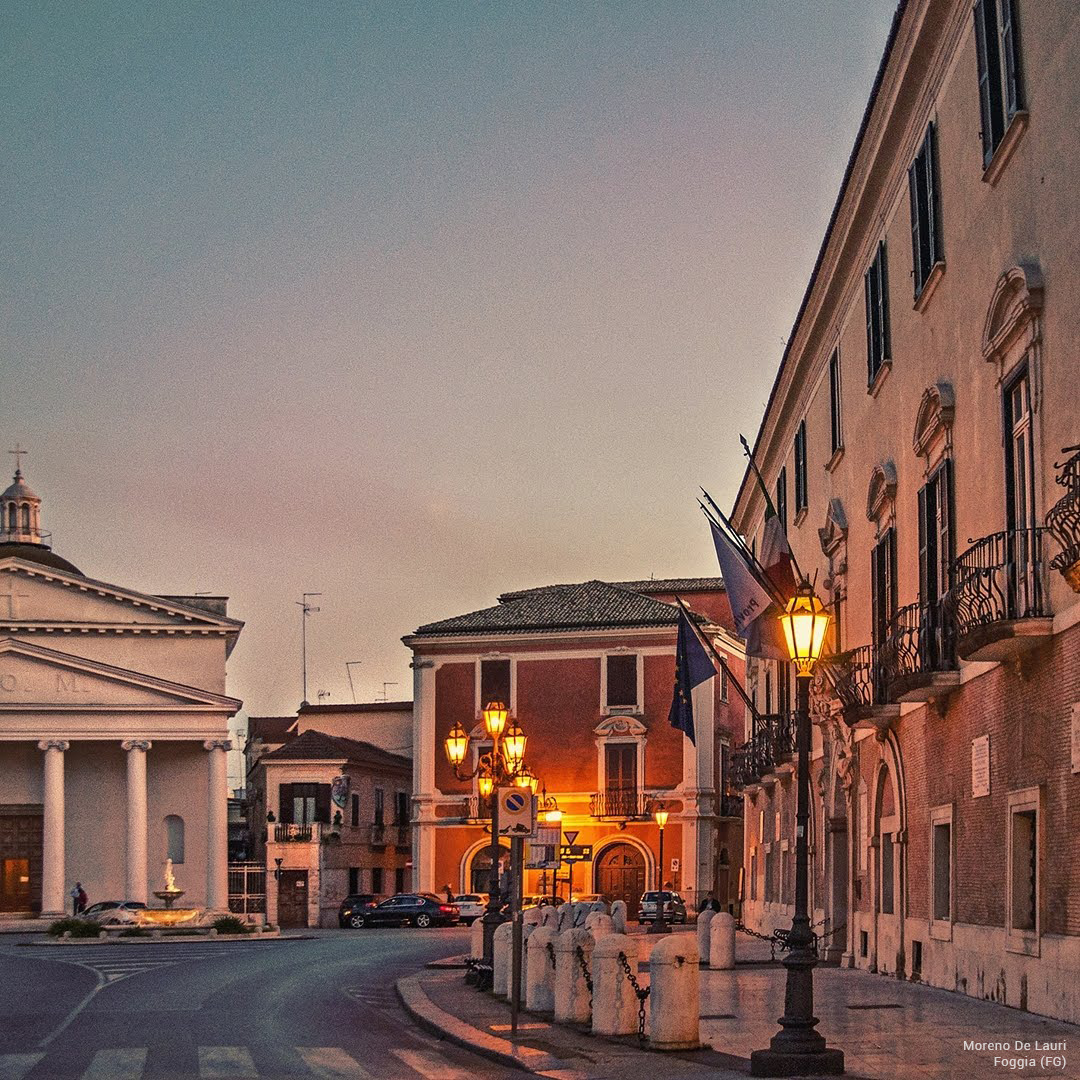
Scorcio di Piazza XX settembre

Dal 2003 ospita La Galleria di arte moderna e contemporanea cittadina. L'UNESCO ha eletto il palazzo a "Monumento messaggero della Cultura di Pace" per essere stato, nei secoli, punto di riferimento per i popoli del Mezzogiorno.

## Architettura
L'edificio è a pianta rettangolare, con cortile interno, e si sviluppa su tre livelli.

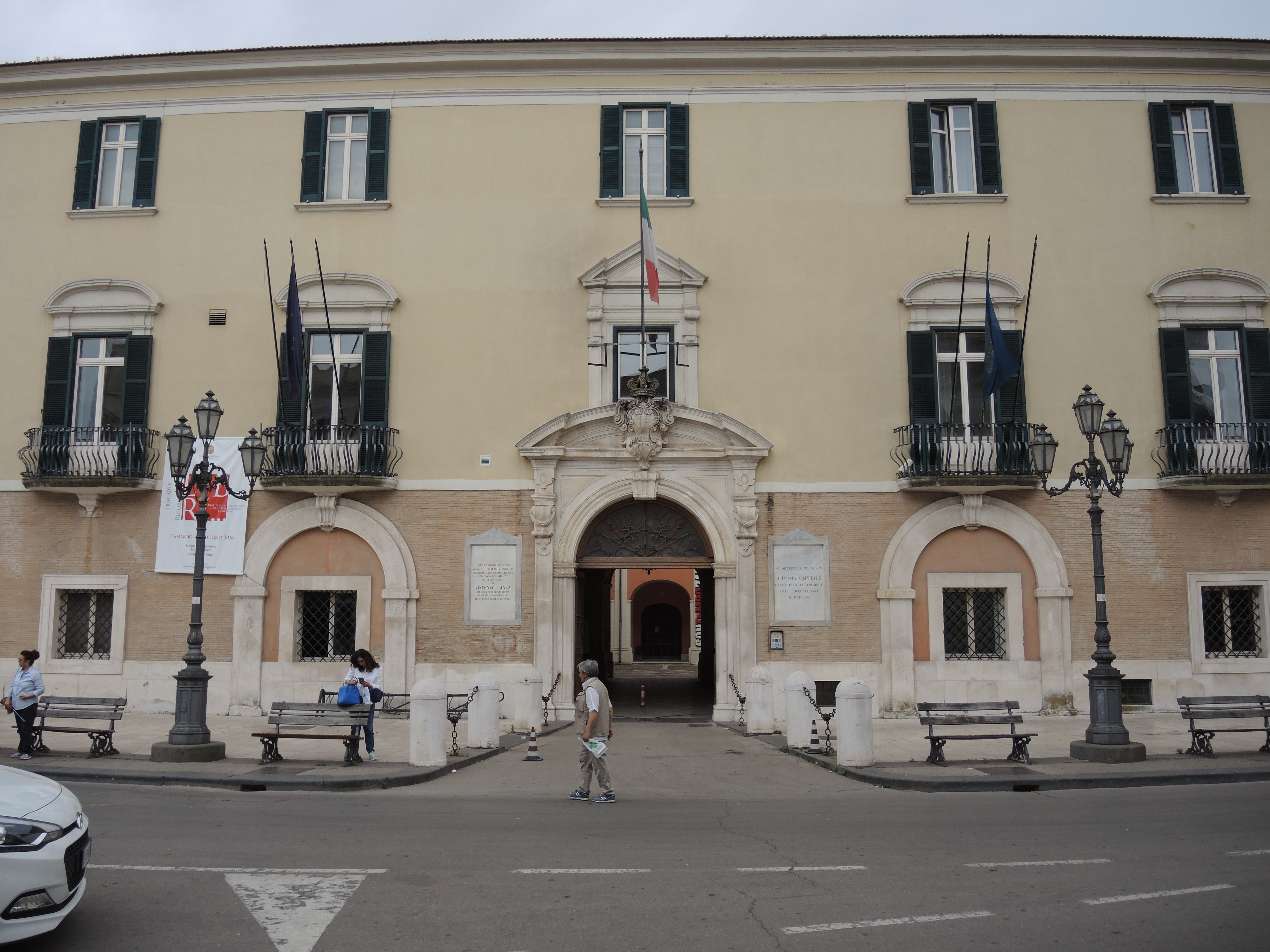
Facciata principale del Palazzo Dogana

La facciata principale è caratterizzata, in posizione centrale, dal grande portale d'ingresso a tutto sesto, che è definito da una cornice e da una chiave di volta decorata ed è inoltre sormontato da un timpano mistilineo sorretto da due colonne con capitelli decorati da volute; al centro del timpano campeggia un grande stemma in pietra. Ai lati del portale d'ingresso sono presenti due aperture, nelle quali successivamente sono state inserite piccole finestre di forma quadrangolare. Il livello superiore è occupato da portefinestre sormontate da timpani mistilinei, come il portale di ingresso, e, in asse con l'ingresso, da una porta-finestra sormontata da un timpano di forma triangolare. Il secondo piano è scandito dal ritmo simmetrico delle aperture delle finestre di forma rettangolare. Inoltre sulla facciata principale è presente uno stemma raffigurante uno scudo avente una scritta in caratteri capitali "BANCA D'ITALIA". 
Ad oggi la facciata principale è illuminata dal tricolore della bandiera italiana e tutte le porte finestre sono illuminate da luci colorate.

Facciata del Palazzo Dogana illuminata con il tricolore